# Đình Tây

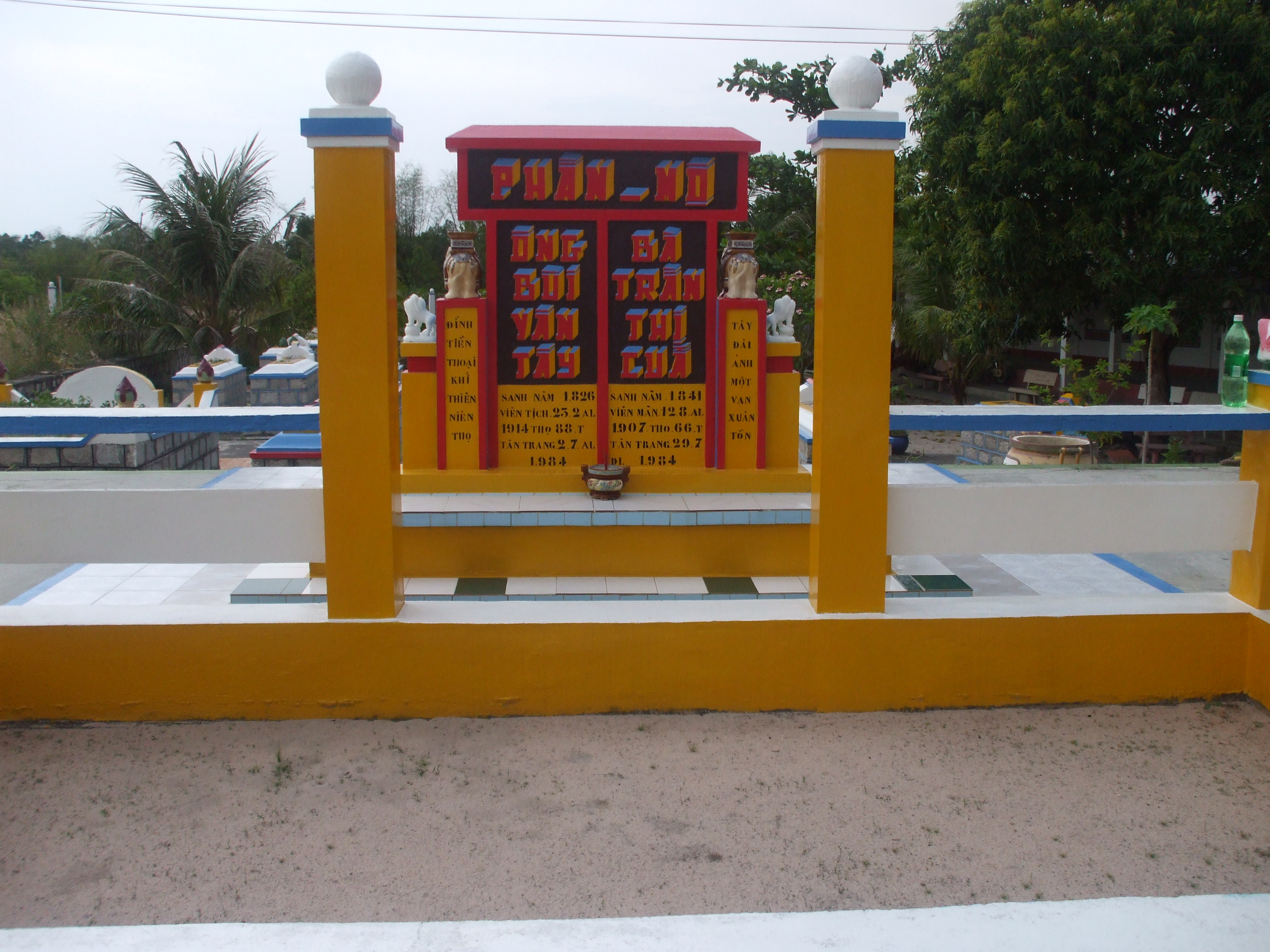
Mộ Đình Tây và vợ.

Đình Tây tên Bùi Văn Tây (1826 – 1914), là một trong những cao đồ của Phật Thầy Tây An (gọi tắt là Phật Thầy), là một trong số ít người có công khai phá sơn lâm, lập nên hai làng Hưng Thới và Xuân Sơn (sau này hợp thành phường Thới Sơn, thị xã Tịnh Biên, tỉnh An Giang), và là người gắn liền với truyền thuyết về một con sấu năm chân có tên Ông Năm Chèo.

## Tiểu sử

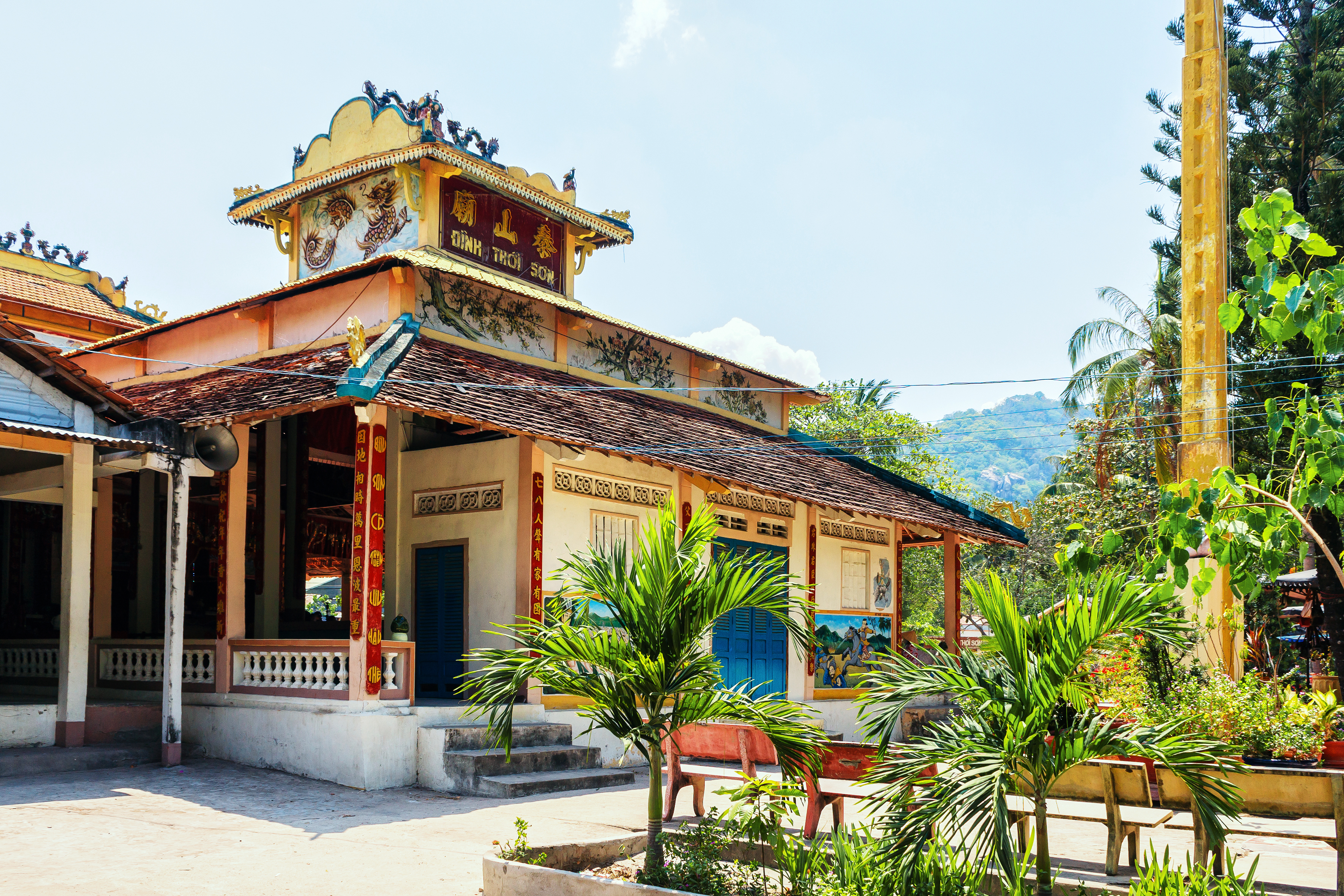
Đình Thái Sơn, nơi Đình Tây hành đạo.

Không biết cha mẹ Đình Tây là ai và quê quán ở đâu, nhưng theo nghiên cứu của Nguyễn Văn Hầu thì xưa kia ông có một người chú ruột ở tại Năng Gù. Như vậy, thuyết quê ông ở Năng Gù có phần đúng hơn thuyết ở Nhân Hòa (cả hai nơi đều thuộc tỉnh Châu Đốc, nay thuộc tỉnh An Giang). 
Vì theo ở làm con nuôi cho người bác là ông Tăng Chủ (tức Bùi Thiền Sư), và được ông này giao cho coi sóc ngôi đình Xuân Sơn (nay là đình Thới Sơn), cho nên người đời quen gọi là ông Đình chứ không phải chữ lót là Đình, hay ông giữ chức Hương đình vào buổi ấy.
Ông có hai đời vợ. Bà trước (không biết tên) sinh được có một trai tên là Bùi Văn Vẹt (ở Năng Gù và đã chết). Khi vợ trước mất, ông cưới bà sau tên là Trần Thị Của (1841 - 1907) ở làng Thới Sơn. Bà sau sanh hạ được một trai, ba gái. Trưởng là Bùi Văn Sửu, rồi đến Bùi Thị Lý, Bùi Thị Cơ, Bùi Thị Nhẫn.
Ông dáng người mạnh mẽ, không cao lắm, có bề ngang, gương mặt tròn mà trắng, lúc tuổi già thì râu tốt, mặt trổ đồi mồi và lưng hơi còm.
Hồi nhỏ ông có học chữ Nho, lớn lên thì chuyên nghề ruộng rẫy. Thích ăn trầu, tánh ôn hoà nhưng quả cảm, không ưa những điều tà vạy.
Ông quy y với Phật Thầy vào năm nào không rõ, nhưng người ta thấy ông cùng với Tăng Chủ và Phạm Văn Lăng đã đến ở trại ruộng Thái Sơn do Phật Thầy thành lập ngay từ buổi đầu.
Trước năm 1975, GS. Trịnh Vân Thanh viết:
Ông Đình Tây có tướng mạo cao lớn, khi già thì lưng còm và mình mẩy trổ đồi mồi.
Đặc biệt, cách chữa trị của ông thật lạ, bất cứ ai đau bệnh gì ông chỉ dùng miểng sành cắt cho thì hết bệnh, nên trước nhà ông hồi đó có một đống miểng ngùn ngụn lối chừng bốn năm chục giạ lúa...
Và Từ điển nhân vật lịch sử Việt Nam cũng có đoạn: 
Ông nổi tiếng võ thuật cao, sức mạnh không ai sánh kịp, lại có lòng yêu nước, có nhiều đóng góp trong việc vận động quần chúng chông quân xâm lược Pháp. Khi ông mất, đồng đạo và đồng bào đều thương khóc.
Hiện nay người đến viếng đình Thái Sơn, nơi ông hành đạo (nay thuộc xã Thái Sơn, huyện Tịnh Biên, An Giang), sẽ thấy phía trước đình có một ao nước rộng chứa nước sinh hoạt cho cả vùng. Chính tại ao này khi xưa là nơi Đình Tây lén thả nuôi con sấu dữ.
Cách đình khoảng vài trăm mét là mộ ông bà Đình Tây (mộ không đấp nấm) và nơi thờ những "báu vật" sẽ kể ngay sau đây. 

## Truyền thuyết Ông Năm Chèo

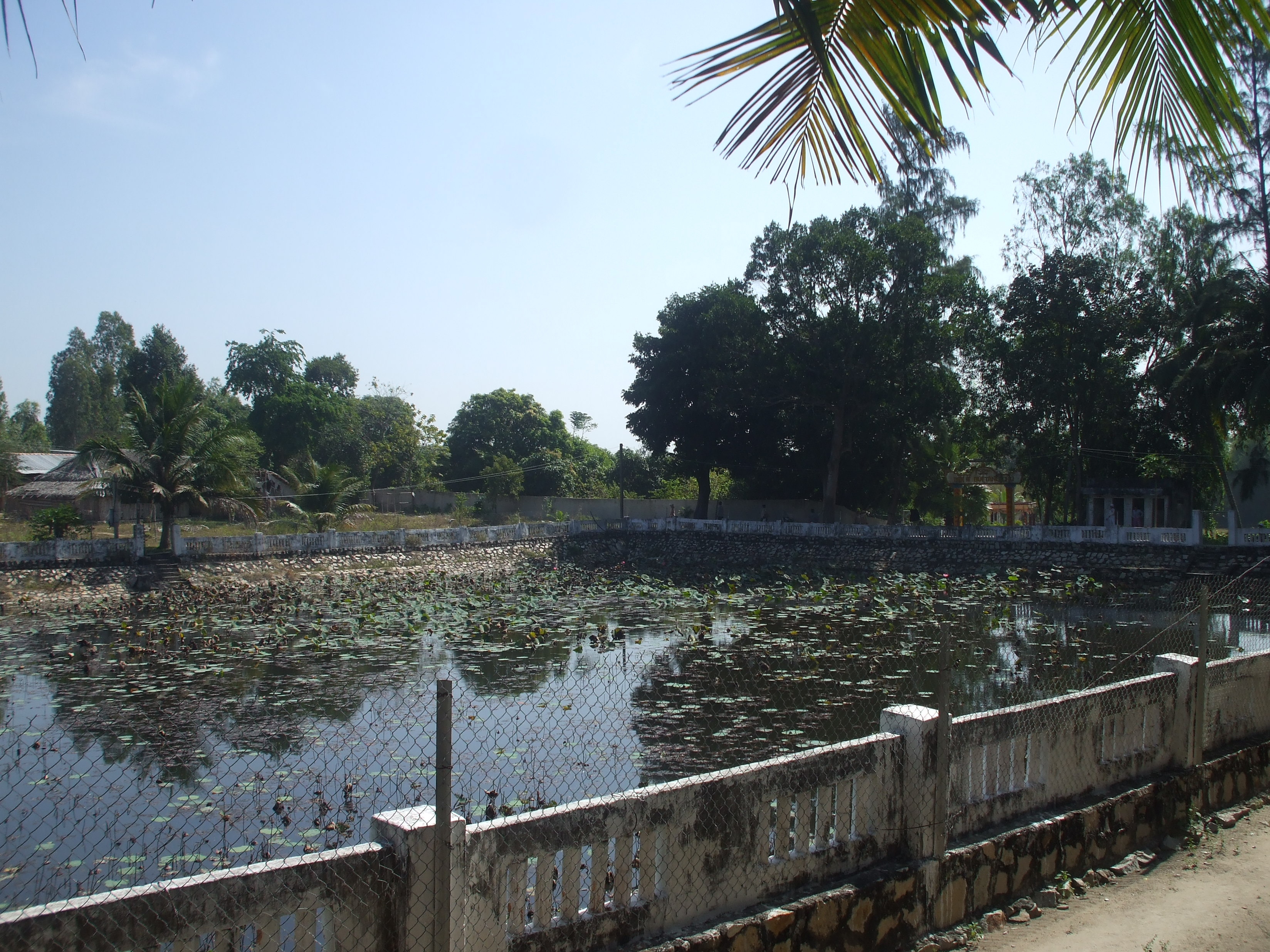
Ao nuôi sấu năm chân.

Tục truyền, một hôm Đức Phật Thầy Tây An (Đoàn Minh Huyên) sai ông Đình Tây xuống vùng Láng Linh (nay thuộc huyện Châu Thành và huyện Châu Phú, An Giang), giúp đỡ đẻ cho một sản phụ vì người chồng tên Xinh, đi bắt rùa rắn chưa về. Khi người chồng về, biết ông Đình giúp đỡ gia đình mình như vậy, bèn tặng ông một con sấu nhỏ rất kỳ lạ. Con sấu có năm chân, mũi đỏ, da láng chứ không sần sùi như sấu thường.
Khi ông Đình Tây mang con sấu về, Phật Thầy xem qua, bảo là con "nghiệt súc" nên trừ đi, nhưng vì thương con sấu, ông bèn giấu thầy, đem về trại ruộng Xuân Sơn xích chân nó lại và nuôi. Được ba năm, con sấu trở nên to lớn, và sau một đêm mưa to gió lớn, con sấu bò đi mất. Khi Đình Tây lại trại ruộng thì mới biết nó cắn đứt chân bị xích để trốn.
Quá lo buồn vì không biết hậu họa như thế nào, ông Đình Tây bèn thưa chuyện với Phật Thầy. Phật Thầy bèn cho người rèn một lưỡi câu, một lưỡi mun và hai cây lao có lưỡi nhọn dài chừng năm tấc...rồi giao bốn vật bằng sắt này và một sợi dây tơ cho Đình Tây cất giữ, phòng con "nghiệt súc" xuất hiện gieo tại họa cho dân lành.
Sau khi Phật Thầy đã viên tịch, GS. Trinh Vân Thanh kể:
Lần ấy, gặp lúc mùa nước lên, "Ông Năm Chèo" (tức con sấu 5 chân) trườn lên vùng Láng Linh phá xóm phá làng. Khi gặp Ông Năm Chèo, người dân hay hô to: "Bớ Ông Năm Chèo, ông Đình (tức Đình Tây) tới" thì lập tức sấu trốn mất tăm. Sau này, sấu lại liên tiếp lên bờ giết hại người dân, người ta liền đi mời ông Đình Tây đến, thì sấu năm chân lại nhanh chóng biến mất. Rồi kịp khi ông ra về, thì ít ngày sau nó lại xuất hiện. Ba lần "cút bắt" như vậy, ông nguyện rằng: 
Nếu phần số mi phải lọt vào tay ta hôm nay thì mi cũng nên tuân theo số Trời, để cho ta làm tròn phận sự mà Đức Phật Thầy đã giao phó; còn như mi chưa tới số, thì mi cũng đừng nên trở lại phá khuấy dân chúng nữa.

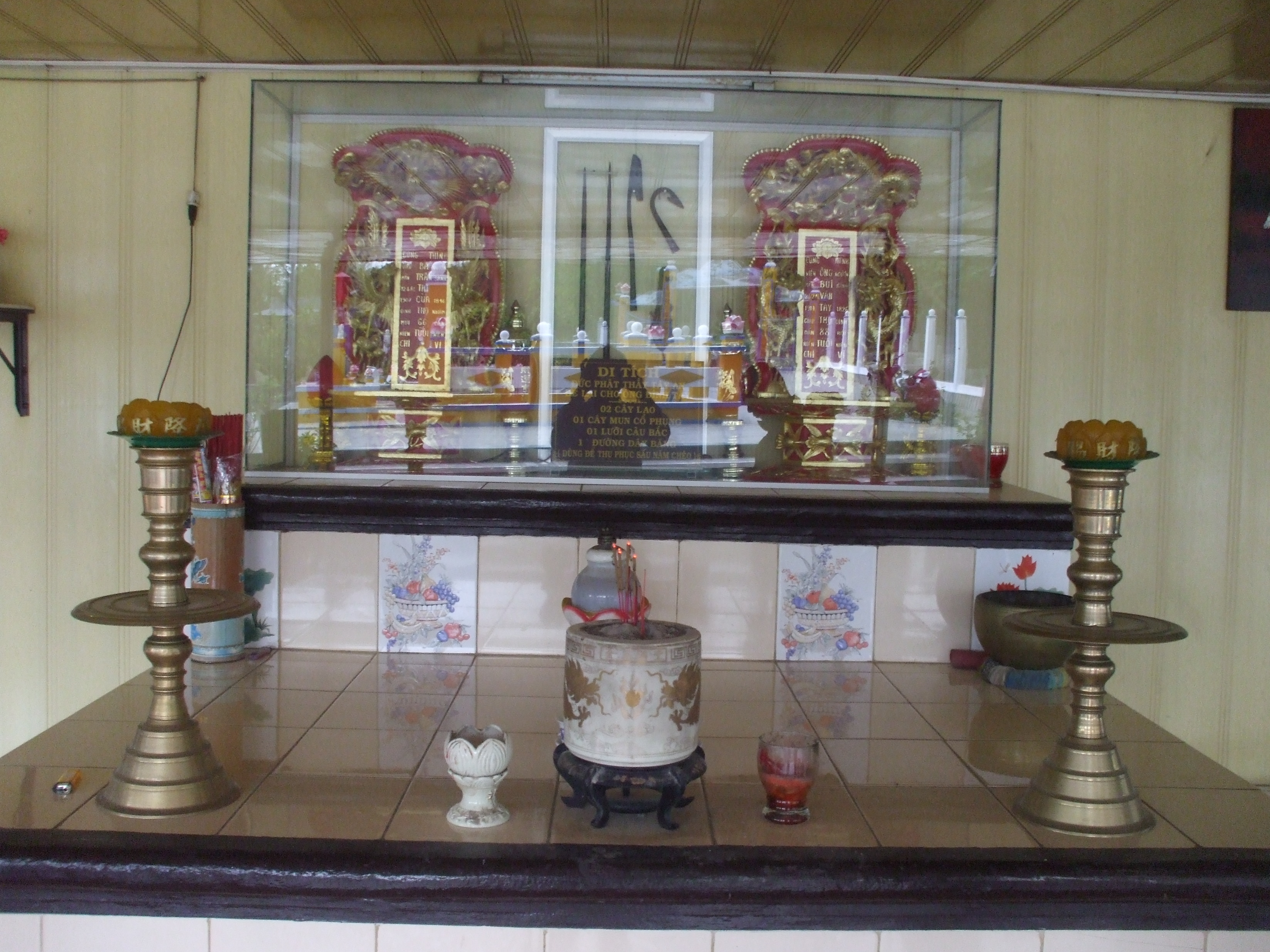
Vật dụng dùng bắt sấu năm chân.

Từ đó về sau "Ông Năm Chèo" không còn xuất hiện. Tuy vậy, ở vùng sông nước Vàm Nao, Láng Linh...những dân thương hồ và dân chài lưới thời bấy giờ đều ngán sợ có ngày "ông" sẽ trở lại, nhận chìm xuồng ghe rồi hãm hại người...
Tương truyền khi quân Pháp càn bố binh Gia Nghị của Đức Cố Quản (Trần Văn Thành) tại vùng Bảy Thưa, vì yếu thế nghĩa quân phải rút lui. Khi ấy nhằm mùa nước nổi, quân Pháp sau lưng bắn phá rất gấp mà trước mặt thì đế sậy dày đặc, ghe xuồng chống đi không được. Lúc ấy "Ông Năm Chèo" bỗng nổi lên, rẽ đường giúp cho xuồng ghe theo đó mà trốn thoát...
Bộ dụng cụ của ông Đình Tây hiện đang được lưu giữ mà theo truyền thuyết, khi Ông Năm Chèo trở mình, chỉ người nào đức hạnh, đạo cao mới có thể dùng chúng để bắt Ông Năm Chèo.